# Laski (przystanek kolejowy)
Laski – kolejowy przystanek osobowy we wsi Laski, w gminie Parczew, w powiecie parczewskim, w województwie lubelskim, położony w km 56,050 na linii kolejowej nr 30.

## Historia
Otwarcie przystanku miało miejsce 12 grudnia 2021 roku, wraz z wejściem w życie nowego rocznego rozkładu pociągów.
Zlokalizowany w zachodnim krańcu miejscowości peron, powstał w latach 2020-2021 w ramach projektu „Rewitalizacja linii kolejowej nr 30 na odcinku Lubartów – Parczew”. Zbudowano go według standardu 100 m długości i 760 mm wysokości. Oświetlono latarniami LED, w pełni dostosowano do potrzeb osób niepełnosprawnych, wyposażono w przeszkoloną wiatę, ławki, śmietniki oraz gabloty z rozkładem jazdy. Przy wejściu znajduje się 5 stojaków rowerowych.
Przy przystanku brak parkingu samochodowego.

## Ruch pasażerski
Przystanek znajduje się w odległości 1,8 km od centrum miejscowości. Jest częścią trasy pociągów Łuków – Lublin przewoźnika PolRegio.
Początkowo zatrzymywały się tu 3 pary pociągów regionalnych relacji Parczew Kolejowa – Lublin. Od grudnia 2024 roku w dni robocze zatrzymywało się 6 par na dobę (5 w weekendy) zapewniających dojazd do Lubartowa i Lublina oraz do Parczewa, Radzynia Podlaskiego i Łukowa.
Dobowa wymiana pasażerska oraz miejsce w rankingu ogólnopolskim:
| Okres | Ilość pasażerów | Miejsce w Polsce |
| ----- | --------------- | ---------------- |
| 2022  | 0-9             | 2507             |
| 2023  | 0-9             | 2701             |